# Armées & Défense
 (novembre 2024).
Si vous disposez d'ouvrages ou d'articles de référence ou si vous connaissez des sites web de qualité traitant du thème abordé ici, merci de compléter l'article en donnant les références utiles à sa vérifiabilité et en les liant à la section « Notes et références ».
Armées & Défense est une revue mensuelle française consacrée aux opérations de défense nationale.
Armées & Défense est la version française du magazine israélo-américain Defense Update.

## Historique
Armées & Défense a été créé en mars 1989 par Aldo-Michel Mungo, par ailleurs créateur et éditeur du magazine Carnets de Vol[réf. souhaitée].